# British Gulf International Airlines
La British Gulf International LTD è una compagnia aerea cargo avente base a Sharjah, città degli Emirati Arabi Uniti. Le rotte servite operano tra Sharjah e Dubai. La sua base principale è l'Aeroporto Internazionale di Dubai.
La società è stata costituita ed ha iniziato le operazioni nel mese di luglio 1996. Nel 2000 la società ha espanso le sue rotte commerciali in Africa e Medio Oriente.
Nel novembre 2009 è stata inserita nell'elenco stilato dalla CEE riguardante le compagnie non più autorizzate ad operare in Europa.

## Flotta
La British Gulf International LTD' include i seguenti aeromobili, ridotti dal 7 novembre 2008:
- 4 Antonov An-12